# Mediacampus Frankfurt
Der Mediacampus Frankfurt, ehemals Deutsche Buchhändlerschule bzw. Schulen des Deutschen Buchhandels, ist eine zentrale Aus- und Weiterbildungseinrichtung des Börsenvereins des Deutschen Buchhandels e. V. Zum Angebot gehören Bildungsangebote für Auszubildende und Berufstätige in Verlagen und im Buchhandel – vom Berufsschulunterricht für angehende Buchhändler und Medienkaufleute Digital und Print bis hin zu Fort- und Weiterbildungen. Der Mediacampus befindet sich auf einem 13.000 m² großen Gelände in Frankfurt am Main-Seckbach mit elf Unterrichts- und Seminarräumen, 77 Übernachtungszimmern, einer Mensa, einer Cafeteria sowie zwei Lounges für Veranstaltungen.

## Geschichte

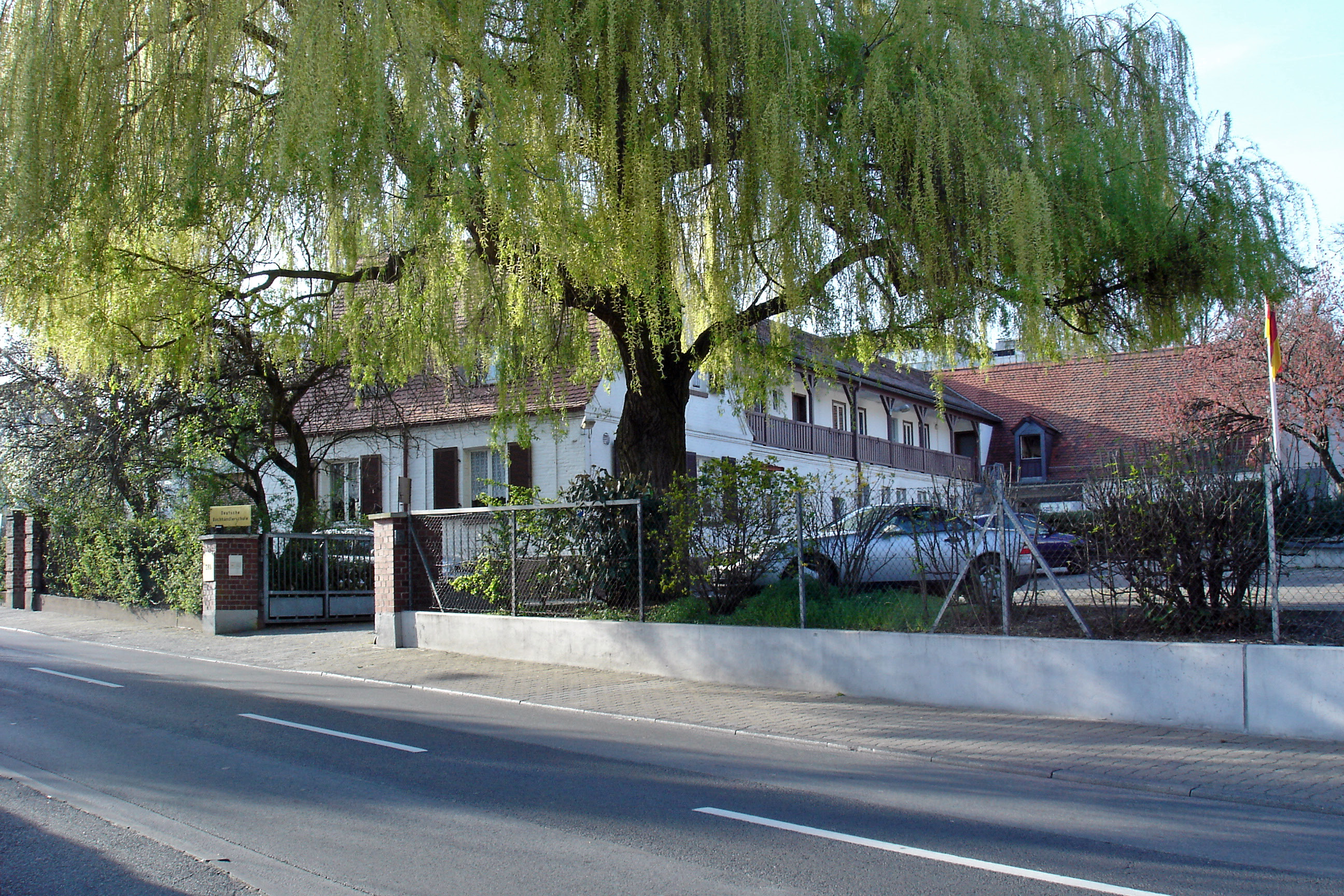
Einfahrt Mediacampus

Im Jahr 1946 fand der erste buchhandelsspezifische Lehrgang mit ca. 40 Teilnehmern zunächst in der Universität Köln statt. Träger der Schule waren die Stadt Köln und der Rheinisch-Westfälische Buchhändlerverband. Ein Jahr später wurde das Schulgebäude in der Goltsteinstraße 195 in Köln bezogen (Wohnheim mit Unterrichtsräumen). Im Februar des Jahres 1952 zog die Schule in ein Gebäude in Rodenkirchen bei Köln um. Am 20. Mai 1952 wurde die Schule in einer kleinen Feier während des 25. Lehrgangs vom Börsenverein des deutschen Buchhandels übernommen. Zu den Teilnehmern dieses 25. Lehrgangs gehörte der spätere Bundespräsident Johannes Rau.
Im Jahr 1959 beschloss der Börsenvereins-Vorstand den Umzug der Schule nach Frankfurt-Seckbach. Nach zwei Jahren Bauzeit wurde am 16. August 1962 der Neubau der Deutschen Buchhändlerschule in der Wilhelmshöher Straße am Südhang des Lohrberg eingeweiht. Im Jahr 1963 fand der erste Lehrgang in Frankfurt statt. Am 3. Januar 1972 begann der erste Studiengang der Fachschule des deutschen Buchhandels. Der Seckbacher Schulkomplex mit seinen Formaten erhielt den Namen Schulen des Deutschen Buchhandels.
Im Januar 1974 wurde die zusammen mit den Neubauten der Fachschule errichtete Lehrbuchhandlung eröffnet, eine Einrichtung, die wirklichkeitsgetreue Simulation sämtlicher im Sortimentsbuchhandel vorkommende Vorgänge ermöglichte. Internationales Interesse zeigte sich u. a. am Besuch ausländischer Delegationen (aus Belgien, Bulgarien, den Niederlanden und Japan) und am Besuch der Lehrgänge und Seminare durch Teilnehmer aus dem deutschsprachigen Ausland.
1984 fand der erste Lehrgang für Verlagskaufleute statt. Im Januar 2003 zog die Abteilung Berufsbildung des Börsenvereins nach Seckbach in die Buchhändlerschule und es wurde der Fernlehrgang vom Landesverband Baden-Württemberg übernommen. Im Jahr 2008 fand der erste Lehrgang für das neue Berufsbild Medienkaufleute Digital und Print statt.
Seit Oktober 2009 firmieren die Schulen des Deutschen Buchhandels unter „mediacampus frankfurt | die schulen des deutschen buchhandels“ mit neuem Logo und neuem CI. Für das Kreativkonzept erhielt die Schule den BuchMarkt-Award in der Kategorie Newcomer des Jahres. 

## Die Angebote

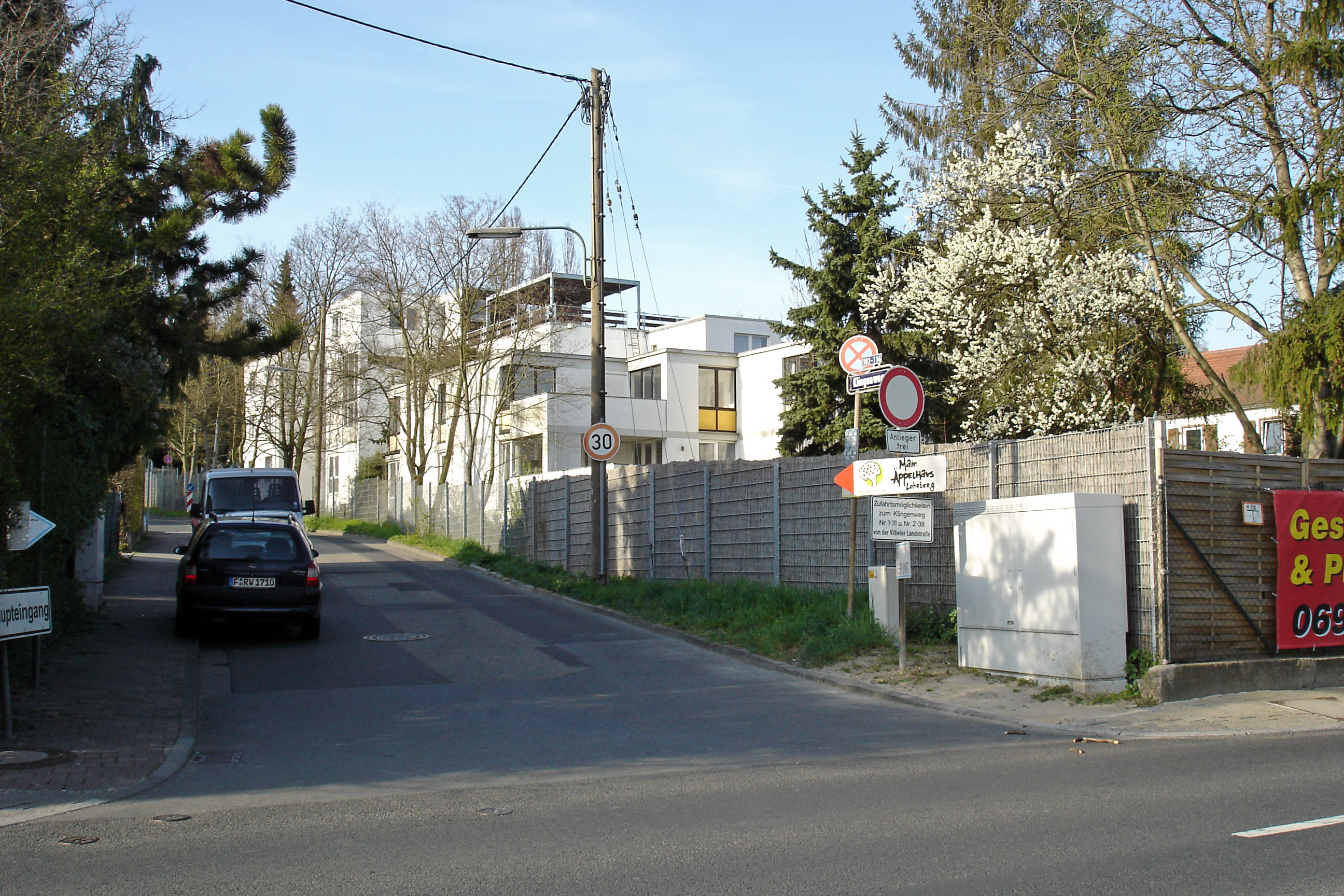
Westseite, Klingenweg

In der staatlich anerkannten Ersatzberufsschule werden Buchhändler sowie Medienkaufleute Digital und Print ausgebildet. Die Auszubildenden kommen während ihrer Ausbildungszeit zwei Mal für jeweils neun Wochen auf den Campus, wohnen im Internat, besuchen Veranstaltungen und lernen gemeinsam.
Des Weiteren gibt es dort die Aufstiegsfortbildungen Buchhandelsfachwirt, Fachwirt für Medienmarketing und -vertrieb und Fachwirt im E-Commerce sowie den Fernlehrgang „Die Grundlagen des Buchhandels. Fit für die Praxis!“.
Von 2010 bis 2020 bot der Mediacampus Frankfurt in Kooperation mit der School of Management and Innovation an der Steinbeis-Hochschule Berlin einen berufs- und ausbildungsbegleitenden Bachelor-Studiengang für die Buch- und Medienbranche an. In den Bereichen Buchhandels- und Medienmanagement bzw. Verlags- und Medienmanagement erreichten berufstätige Buchhändler und Verlagsmitarbeiter einen international anerkannten Bachelor-Abschluss. Das Studium war in Präsenzphasen, Selbststudien- und Transferstudienzeiten sowie in Projektarbeit und virtuelle Teile strukturiert.
Zudem werden offene Seminare (früher unter dem Namen Seckbacher Kolleg) in den Räumlichkeiten am Mediacampus, in Kooperation mit dem Börsenverein Nordrhein-Westfalen am Standort Düsseldorf oder als Webinar angeboten. Darüber hinaus gestaltet das Team des Mediacampus mit und für Partner aus Buchhandel und Verlag Qualifizierungs- und Personalentwicklungskonzepte als Inhouse-Schulungen.
Auch für externe Veranstaltungen vermietet der Mediacampus seine Räumlichkeiten.